# Ванин, Василий Васильевич
Васи́лий Васи́льевич Ва́нин (по некоторым источникам настоящая фамилия — Иванов; 13 января 1898, Тамбов — 12 мая 1951, Москва) — советский актёр театра и кино, театральный режиссёр, педагог; народный артист СССР (1949), лауреат трёх Сталинских премий второй степени (1943, 1946, 1949).

## Биография
Василий Ванин родился в Тамбове в семье мелкого железнодорожного служащего. Рано потеряв отца, он был определён в 1906 году в сиротский дом. В 1910 году окончил Тамбовское городское училище.
После окончания в 1915 году Тамбовского железнодорожного училища Ванин стал рабочим сцены и статистом Тамбовского городского театра Ф. Н. Пикулина. В 1918 году уже в качестве актёра вступил в Передвижную труппу Политпросвета, в конце 1919-го стал актёром Первого советского рабочего театра Тамбова. В 1920 году актёр окончил драматическую студию при отделе народного образования под руководством М. Варзина в Тамбове.
В 1920 году Ванин был призван в Красную армию; после демобилизации, в 1921—1922 годах, был актёром и режиссёром Тамбовского городского театра имени А. В. Луначарского под руководством Сингрева (ныне Тамбовский драматический театр). Первая же крупная роль Ванина — старик Ланц в «Туннеле» Ф. Филиппи — получила высокую оценку критиков.
С 1922 по 1923 год Ванин выступал на петроградской сцене: служил в театре Пролеткульта «Новая драма», затем недолгое время в театре «Кривое зеркало», а в 1923—1924 годах был актёром и администратором Рязанского советского театра (ныне Рязанский государственный областной театр драмы).
В 1924 году Ванин был принят в труппу Театра имени МГСПС (Театр имени МОСПС в 1929—1938 годах, Театр имени Моссовета — с 1938 года), где значительное влияние на молодого актёра оказал Евсей Любимов-Ланской, художественный руководитель коллектива. Поначалу он поддавался царившей в театре актёрской анархии, когда каждый стремился переиграть каждого, независимо от значимости роли. Борис Бабочкин вспоминал: «С моим сверстником и товарищем В. В. Ваниным мы заключили секретное пари: кто уходит со сцены в любой роли без аплодисментов, тот ставит другому бутылку пива. И нужно сказать, что мы мало в этот сезон выпили пива. […] Мы выходили на сцену, как на ринг в решающем матче» .
В этом театре Ванин служил до 1949 года; первым его значительным достижением стал Братишка в «Шторме» В. Билль-Белоцерковского. В 1930 году он сыграл одну из лучших своих ролей — Василия Чапаева в инсценировке повести Д. Фурманова. Среди образов, созданных на сцене Театра имени Моссовета,  — и Храпов в  «Вассе Железновой» М. Горького, и Медведенко в  чеховской «Чайке». Играя самые разноплановые роли, Ванин раскрылся как актёр, сочетавший острый драматизм с ярким комедийным дарованием, как мастер перевоплощения, умевший придавать широкую обобщённость глубоко индивидуальным характерам.
Немало внимания Ванин уделял и педагогической деятельности: в 1930—1936 годах преподавал в драматической школе при Театре имени МГСПС; с 1944-го — во ВГИКе, где возглавлял актёрскую мастерскую (с 1949 года — профессор).
Ещё в Тамбове Ванин впервые попробовл себя в качестве режиссёра; в 1940-е годы он осуществил на сцене Театра имени Моссовета ряд постановок, лучшей из которых стала «Свадьба Кречинского» по пьесе А. Сухово-Кобылина. В 1950 году уже тяжело больной Ванин был назначен главным режиссёром Московского драматического театре имени А. С. Пушкина, созданного вместо закрытого в 1949 году Камерного театра. Здесь он ещё раз поставил «Свадьбу Кречинского» и сыграл в этом спектакле свою последнюю роль: «Расплюев у Ванина, — писал критик, — необычайно смешон и жалок, но вместе с тем и страшен, страшен своим бездомным цинизмом, своей готовностью на любую подлость».   

Могила В. В. Ванина на Новодевичьем кладбище

В кино Ванин дебютировал в 1927 году в немом короткометражном фильме Марка Терещенко «Не по дороге». С середины 30-х годов он снимался регулярно, сотрудничая с такими режиссёрами, как братья Васильевы, Михаил Ромм, Григорий Козинцев и Иван Пырьев. К лучшим работам актёра в кино критики относят его роли в фильмах «Котовский» Александра Файнциммера, «Фронт» братьев Васильевых, «Нашествие» Абрама Роома.
Василий Ванин умер в Москве после тяжёлой болезни 12 мая 1951 года и был похоронен на Новодевичьем кладбище (участок № 2), автор надгробия — скульптор И. Рукавишников.

### Семья
В 1931 году Василий Ванин женился на своей ученице Ольге Викландт (1911—1995); детей в браке не было. В 1942 году Викланд покинула Ванина, став женой Михаила Названова.

## Творчество

### Театральные работы

#### Актёрские
Тамбовский городской театр имени А. В. Луначарского
- 1920 — «Туннель» Ф. Филиппи — старик Ланц
- «Тартюф» Мольера — Дамис
- «Евреи» Е. Чирикова — разносчик газет
- «Парижские нищие» Э. Бризбара и Э. Ню — Гастон
- «Рассказ о семи повешенных» по Л. Андрееву — чухонец Янсон
- «Соколы и вороны» по А. Южина-Сумбатова — Штопнов
- «Сполошный зык» Ю. Юрьина — старый боярин
- «Лес» А. Островского — гимназист Буланов
- «Тяжёлые дни» А. Островского — приказной
- «Недоросль» Д. Фонвизина — Митрофанушка
- «Гроза» А. Островского — Тихон

Петроградский театр Пролеткульта «Новая драма»
- 1922 — «Восстание ангелов» А. Бруштейн и В. Соловьёва по А. Франсу — Сарриет
- «Город в кольце» С. Минина — предгубчека Селянцев
- «Бесприданница» А. Островского — Робинзон
- «Ревизор» Н. Гоголя — Пётр Иванович Бобчинский
- «На дне» М. Горького — Михаил Иванович Костылёв

Театр имени Моссовета
- «Ревизор» Н. Гоголя — трактирный слуга
- «Доходное место» А. Островского — половой Василий
- «Смерть Тарелкина» А. Сухово-Кобылина — Ибисов и Кредитор
- 1926 — «Шторм» В. Билль-Белоцерковского; постановка Е. Любимова-Ланского — Братишка
- 1927 — «Мятеж» по Д. Фурманову — Чеусов
- 1929 — «Голос недр» В. Билль-Белоцерковского — Пацюк
- 1930 — «Чапаев» по Д. Фурманову — Василий Иванович Чапаев
- 1936 — «Васса Железнова» М. Горького — Храпов
- 1941 — «Машенька» А. Афиногенова — Кареев
- 1943 — «Нашествие» Л. Леонова — Фаюнин
- 1945 — «Чайка» А. Чехова — Медведенко
- 1948 — «Московский характер» А. Софронова — Зайцев Сергей Сергеевич
- 1948 — «Обида» / «Большая судьба» А. Сурова — Никон Камень
- «Чернь» Н. Шаповаленко — Маро
- «1905 год» К. Гандурина — рабочий-большевик Костылёв

#### Режиссёрские
Тамбовский городской театр имени А. В. Луначарского
- «Бесприданница» А. Островского
- «Самоуправцы» А. Писемского

Театр имени Моссовета
- 1948 — «Обида» («Большая судьба») А. Сурова
- 1949 — «Свадьба Кречинского» А. Сухово-Кобылина
- «Мгла» Л. Прозоровского
- «Моцарт и Сальери» А. Пушкина
- «Начистоту» А. Глебова
- «Роковое наследство» Л. Шейнина
- «Гордость» Ф. Гладкова (в соавторстве)
- «Салют, Испания!» А. Афиногенова (в соавторстве)
- «Порт-Артур» Л. Никулина (в соавторстве)

Московский драматический театр имени А. С. Пушкина
- 1950 – «Из искры» Ш. Дадиани (премьера — 21 октября 1950)
- 1950 – «Джон – солдат мира» Ю. Кроткова
- 1951 – «Свадьба Кречинского» А. Сухово-Кобылина (премьера — 9 марта 1951)
- 1952 – «Украденное счастье» И. Франко

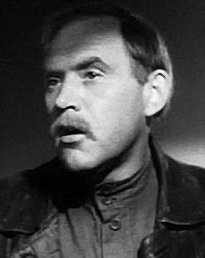
Матвеев
«Ленин в 1918 году»

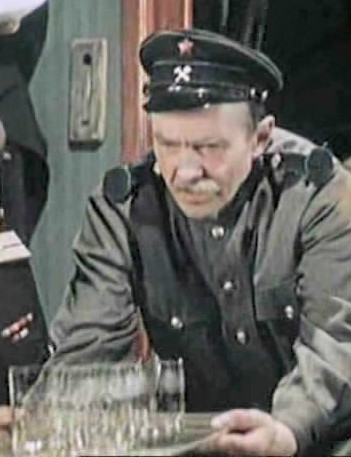
Проводник
«Поезд идёт на восток»

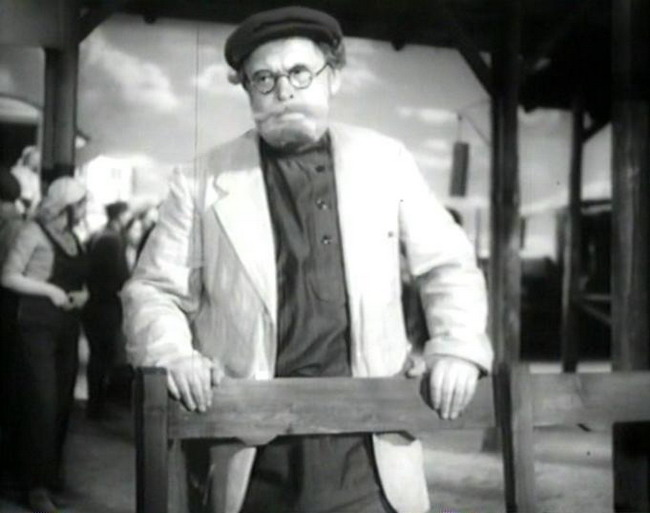
Андрей Курочкин
«Драгоценные зёрна»

### Фильмография
- 1927 — Не по дороге (короткометражный) — Борис Артемьев
- 1931 — Томми — Суетливый
- 1935 — По следам героя — Данилыч, сторож детдома
- 1937 — Возвращение Максима — большевик Николай
- 1937 — Ленин в Октябре — Матвеев, большевик
- 1938 — Болотные солдаты — начальник концлагеря
- 1938 — Честь — начальник политотдела Шагин
- 1938 — Директор
- 1939 — Ленин в 1918 году — Матвеев, комендант Кремля
- 1939 — Член правительства — Ефим Ефимович Соколов
- 1940 — На путях (короткометражный) — Мартынов
- 1941 — Валерий Чкалов — Пал Палыч, бортмеханик
- 1942 — Котовский — Харитонов
- 1942 — Секретарь райкома — Степан Гаврилович Кочет, секретарь райкома
- 1943 — Фронт — Хрипун, начальник связи фронта
- 1944 — Родные поля — Архип Семёнович Мокшин
- 1944 — Нашествие — Николай Сергеевич Фаюнин
- 1946 — Сыновья — мельник
- 1946 — Освобождённая земля — Фёдор Васильевич Мулюк
- 1947 — Алмазы — Игнат Петрович Саламатов, секретарь Красногорского райкома
- 1947 — Поезд идёт на восток — проводник
- 1947 — Свет над Россией — солдат
- 1948 — Драгоценные зёрна — Андрей Иванович Курочкин, инспектор по приёмке качества полей

## Звания и награды
- заслуженный артист РСФСР (1933);
- заслуженный артист Казахской ССР (1943);
- народный артист РСФСР (27 января 1947);
- народный артист СССР (19 апреля 1949)[6]
- Сталинская премия второй степени (1943) — за исполнение роли Степана Гавриловича Кочета в фильме «Секретарь райкома» (1942);[14]
- Сталинская премия второй степени (1946) — за исполнение роли Николая Сергеевича Фаюнина в фильме «Нашествие» (1943);
- Сталинская премия второй степени (1949) — за постановку спектакля «Обида» («Большая судьба») А. Сурова и исполнение роли Николая Сергеевича Камня в Театре имени Моссовета;[15]
- орден Ленина (14 апреля 1944)[16];
- три ордена Трудового Красного Знамени[3] (1 апреля 1938 года — за роль Матвеева в фильме «Ленин в Октябре»; 19 апреля 1949 года — за большие достижения в области советского театрального искусства, в связи с 25-летием со дня основания Московского государственного драматического театра имени Моссовета[17]).